# 2001年11月逝世人物列表
2001年逝世人物列表：1月 - 2月 - 3月 - 4月 - 5月 - 6月 - 7月 - 8月 - 9月 - 10月 - 11月 - 12月
2001年11月逝世人物列表，是用於匯總2001年11月期間逝世人物的列表。

## 依日期排序

### 1日
- 李鎮源，87歲，台灣知名醫學教授、藥理學家，中華民國中央研究院第八屆(生命科學組)院士。[1]
- 胡安·博世（Juan Bosch），92歲，多明尼加政治家，歷史學家，多明尼加共和國第一任總統，呼吸窘迫。[2]
- Solange Chaput-Rolland，82歲，加拿大記者、作家和政治家。[3]
- 湯姆·切尼（Tom Cheney），67歲，美國職業棒球大聯盟球員。[4]
- 奧利維亞·哈姆內特（Olivia Hamnett），73歲，英國女演員，腦癌。
- Ravindra Kaushik，49歲，印度間諜，心臟病，肺結核。
- JP Miller，81歲，美國作家，肺炎。[5]
- 約翰·羅曼尼德斯（John S. Romanides），74歲，羅馬神學家、東正教牧師和學者。
- 57歲的美國結構生物學家唐·克雷格·威利（Don Craig Wiley）溺水身亡。

### 2日
- 漆侠，历史学家，河北大学教授。
- 菲奧雷拉·貝蒂（Fiorella Betti），74歲，義大利女演員和配音演員。
- Mona Fandey，45歲，馬來西亞流行歌手和被定罪的殺人犯，被處決。[6]
- 漢克·格雷明格（Hank Gremminger），68歲，美國橄欖球運動員（貝勒，綠灣包裝工隊，洛杉磯公羊隊），心臟驟停。[7]
- 道格·赫勒（Doug Hele），82歲，英國摩托車工程師。
- 湯瑪斯·施萊歇爾（Thomas Schleicher），28歲，奧地利柔道運動員，自殺。[8]
- 埃拉扎爾·沙赫（Elazar Shach），102歲，立陶宛哈雷迪拉比。[9]
- 巴迪·斯塔徹（Buddy Starcher），95歲，美國鄉村歌手。[10]
- 威廉·惠特洛克（William Whitlock），83歲，英國政治家。

### 3日
- 埃文·阿德曼（Evan Adermann），74歲，澳大利亞政治家。
- 湯瑪斯·布拉施，56歲，德國作家、詩人和電影導演，心力衰竭。[11]
- 盧西奧·科萊蒂（Lucio Colletti），76歲，義大利西方馬克思主義哲學家。[12]
- 鄧尼斯·加拉格爾（Denis Gallagher），79歲，愛爾蘭政治家。
- 恩斯特·贡布里希（Ernst Gombrich），92歲，奧地利裔英國藝術史學家。[13]
- 弗雷德里克·海利格（Frederick Heyliger），85歲，二戰期間Easy Company的美國軍官。
- 普拉迪普·庫瑪律（Pradeep Kumar），76歲，印度演員。
- 馬里亞諾·納瓦羅·盧比奧，87歲，西班牙政治家。[14]
- Viveka Seldahl，57歲，瑞典女演員，癌症。
- 沃德·伍德（Ward Wood），77歲，美國演員（曼尼克斯）和電視編劇。

### 4日
- 愛德華·派翠克·博蘭德（Edward Patrick Boland），90歲，美國政治家。[15]
- 彼得·科恩（Peter Coyne），84歲，澳大利亞政治家。
- 鮑勃·吉萊斯皮（Bob Gillespie），82歲，美國棒球運動員。[16]
- Arthur Guepe，86歲，美式橄欖球運動員和教練。
- Paul R. Screvane，87歲，美國政治家，充血性心力衰竭。[17]
- 黄荣庭，67歲，新加坡雕塑家，腎病。[18]

### 5日
- 戈拉姆·禮薩·阿扎里，89歲，伊朗總理和軍事領導人，癌症。
- Milan D. Bish，72歲，美國外交官（美國駐巴巴多斯、多明尼加、聖盧西亞、安提瓜和聖文森特大使）。[19]
- 羅伊·博爾廷（Roy Boulting），87歲，英國電影製片人。[20]
- 米爾頓·威廉·庫珀（Milton William Cooper），58歲，美國陰謀論者，電臺廣播員和作家，被槍殺。
- 巴里·霍恩（Barry Horne），49歲，英國動物權利活動家，絕食后肝衰竭。
- 瓊·馬里昂（Joan Marion），93歲，英國舞臺、電影和電視女演員。[21]

### 6日
- 特裡·克拉克（Terry D. Clark），45歲，美國被定罪的殺人犯，注射死刑。[22]
- 斯文德·恩格達爾（Svend Engedal），73歲，美國足球守門員。[23]
- 貝蒂·休斯（Bettie Hewes），80歲，加拿大政治家。
- Don Lavoie，50歲，美國經濟學家，中風。
- 斯韋托·萊蒂卡，75歲，克羅埃西亞海軍上將。
- 格雷·莫羅（Gray Morrow），67歲，美國漫畫家（Man-Thing，El Diablo，Tarzan）。[24]
- 彼得·肯尼斯·紐曼（Peter Kenneth Newman），73歲，英國經濟學家和經濟思想史學家。[25]
- 安東尼·謝弗（Anthony Shaffer），75歲，英國劇作家（《偵探》）和編劇（《柳條人》《狂熱》）。[26]
- 拉爾夫·溫澤爾（Ralph Wenzel），83歲，美國橄欖球運動員和美國海軍陸戰隊軍官。[27]
- 埃裡希·澤勒（Erich Zeller），81歲，德國花樣滑冰運動員和花樣滑冰教練。

### 7日
- 沙赫德·阿裡（Shahed Ali），76歲，孟加拉國教育家、文化活動家和作家。
- 鮑比·巴斯（Bobby Bass），65歲，美國特技演員。
- 65歲的菲律賓女演員妮達·布蘭卡（Nida Blanca）被刺傷。[28]
- 迪莉婭·加塞斯（Delia Garcés），82歲，阿根廷電影女演員。[29]
- 左幸子，71歲，日本電影女演員，肺癌。[30]
- 傑弗里·詹金斯（Geoffrey Jenkins），81歲，南非作家。
- 伊萬·尼爾（Ivan Neill），95歲，英國陸軍軍官和工會政治家。
- 弗朗索瓦·菲力浦（FrançoisPhilippe），71歲，法國足球運動員。[31]
- Alta Schrock，90歲，美國生物學教授和社區活動家。

### 8日
- 保羅·貝托利（Paolo Bertoli），93歲，義大利紅衣主教，神聖羅馬教會的卡梅倫戈。
- Anno Birkin，20歲，英國詩人和音樂家，交通事故。[32]
- 瓦倫丁·埃杜克（Valentin Eduque），74歲，菲律賓籃球教練和球員。
- 哈羅德·菲施（Harold Fisch），78歲，英裔以色列作家，文學評論家和外交官，腫瘤。
- Albrecht Fröhlich，85歲，德裔英國數學家。
- Malak Karsh，86歲，加拿大攝影師。
- 彼得·拉斯萊特（Peter Laslett），85歲，英國歷史學家。[33]
- 派翠克·昆蘭（Patrick Quinlan），愛爾蘭學者和政治家。
- 拉德米拉·薩維奇維奇，75歲，塞爾維亞女演員。
- 西里爾·莫利·謝爾福德（Cyril Morley Shelford），80歲，加拿大作家和政治人物。
- 斯坦尼斯拉夫·斯特倫克，59歲，捷克足球運動員。[34]

### 9日
- 鄧尼斯·阿特金森（Denis Atkinson），75歲，巴巴多斯板球運動員，西印度群島隊長。[35]
- 南希·韋恩·博爾頓（Nancye Wynne Bolton），84歲，澳大利亞網球運動員。
- 多蘿西·鄧內特（Dorothy Dunnett），78歲，蘇格蘭歷史小說家。[36]
- 埃塞爾·雅各斯（Ethel D. Jacobs），91歲，美國純種賽馬擁有者/飼養員，肺炎。
- 喬瓦尼·萊昂內（Giovanni Leone），93歲，義大利政治家，總理（1963年;1968年）和總統（1971-1978年）。[37]
- 爱德华·马塞勒（Édouard Marcelle），92歲，法國賽艇運動員。[38]
- Tore Zetterholm，86歲，瑞典小說家、劇作家和記者。[39]

### 10日
- 邁克爾·盧卡斯（Michael Lucas），奇爾沃思（Chilworth）的第二代盧卡斯男爵（Baron Lucas），75歲，英國政治家。[40]
- Theys Eluay，64歲，印尼西巴布亞獨立活動家，被暗殺，勒死。
- 麥克斯韋·亨特（Maxwell Hunter），79歲，美國航空航天工程師。
- 肯·克西（Ken Kesey），66歲，美國作家（《飛越杜鵑巢》，有時是個好主意），手術后併發症。[41]
- Enid McElwee，87歲，紐西蘭擊劍運動員。
- 西銘順治，80歲，日本政治家。

### 11日
- John R. Foley，84歲，美國政治家（1959年至1961年擔任馬里蘭州第六國會選區的美國眾議員）。[42]
- Leon Gray，49歲，美國橄欖球運動員（傑克遜州立大學、新英格蘭愛國者隊、休斯頓油人隊、新奧爾良聖徒隊）。[43]
- 鄧尼斯·斯波茨伍德爵士，85歲，英國空軍參謀長（1971年–1974年）
- 杉浦忠，66歲，日本棒球運動員。[44]
- 伊曼紐爾·布萊約·瓦赫維亞（Emmanuel Blayo Wakhweya），64歲，烏干達政治家和經濟學家，心臟驟停。
- 在Dasht-e Qaleh Taliban伏擊中喪生的記者[45]
  - 皮埃爾·比洛（Pierre Billaud），31歲，法國電台記者和記者。
  - Volker Handloik，40歲，德國自由撰稿人和記者。
  - 約翰娜·薩頓（Johanne Sutton），34歲，法國電台記者和記者。

### 12日
- Carrie Donovan，73歲，美國時尚編輯（《Vogue》、《Harper's Bazaar》、《紐約時報》雜誌）。[46]
- 阿爾伯特·黑格（Albert Hague），81歲，德裔美國作曲家（《紅髮女郎》《格林奇如何偷走耶誕節》）和演員（《成名》《太空大灌籃》），癌症。[47]
- 保羅·克拉斯尼，66歲，美國電影和電視導演。[48]
- Ashot Melikjanyan，49歲，蘇聯/亞美尼亞演員，飛機失事。
- 托尼·邁爾斯（Tony Miles），46歲，英國國際象棋特級大師，心力衰竭。[49]
- 巴比克·萊因哈特（Babik Reinhardt），57歲，法國吉他手，心臟病發作。[50]
- Sivaya Subramuniyaswami，74歲，美國賽維特大師。
- 拉多萬·弗拉伊科維奇，77歲，南斯拉夫政治家。

### 13日
- 卡魯娜·班納吉（Karuna Banerjee），81歲，印度女演員。[51]
- 羅伯特·埃克哈特（Robert C. Eckhardt），88歲，美國政治家（1967年至1981年擔任德克薩斯州第8國會選區的美國眾議員）。[52]
- Marius Flothuis，87歲，荷蘭作曲家、音樂學家和音樂評論家。[53]
- 巴拿馬·法蘭西斯（Panama Francis），82歲，美國搖擺爵士鼓手，中風。[54]
- 山姆·梅普爾（Sam Maple），48歲，美國純種賽馬騎師，癌症。
- Pat McReavy，83歲，加拿大冰球運動員。[55]
- 弗蘭克·梅塞爾（Frank Messer），76歲，美國體育解說員。[56]
- 佩吉·芒特（Peggy Mount），86歲，英國女演員（《奧利弗》《公主與妖精》）。[57]
- Mayzod Reid，73歲，紐西蘭潛水夫。
- Cornelius Warmerdam，86歲，美國撐桿跳高運動員，阿爾茨海默病。[58]

### 14日
- 塞思·貝納代特（Seth Benardete），71歲，美國古典主義者和哲學家。[59]
- 夏洛特·科爾曼（Charlotte Coleman），33歲，英國女演員（《四個婚禮和一個葬禮》），支氣管哮喘發作。[60]
- 胡安·卡洛斯·洛倫佐（Juan Carlos Lorenzo），79歲，阿根廷足球運動員和教練。[61]
- Zigu Ornea，71歲，羅馬尼亞文學評論家、傳記作家和圖書出版商，手術失敗。[62]
- Nathan M. Pusey，94歲，美國大學教育家。[63]
- 赫伯特·陶斯（Herbert Tauss），72歲，美國藝術家、插畫家和畫家。
- 休·維里蒂（Hugh Verity），83歲，二戰期間英國皇家空軍戰鬥機飛行員。

### 15日
- 梅根·博伊德（Megan Boyd），86歲，英國蒼蠅飼養員。[64]
- 埃德溫·科爾伯特（Edwin H. Colbert），96歲，美國古生物學家、研究員和作家。[65]
- 赫伯特·費思（Herbert Feith），71歲，澳大利亞學者和學者。[66]
- 小林悟，71歲，日本電影導演，膀胱癌。
- 曼丹·米什拉（Mandan Mishra），72歲，印度梵文學者。
- Jan Rabie，81歲，南非荷蘭語短篇小說和小說作家。[67]
- 尼古拉斯·魯維特（Nicolas Ruwet），68歲，語言學家，文學評論家和音樂分析師。
- 阿爾貝托·烏拉斯特雷斯（Alberto Ullastres），87歲，西班牙政治家和大使。

### 16日
- 塔爾·亞伯納西（Tal Abernathy），80歲，美國棒球運動員。[68]
- 穆罕默德·阿特夫（Mohammed Atef），57歲，埃及聖戰分子和基地組織軍事首領，空襲。
- 罗斯玛丽·布朗（Rosemary Brown），85歲，英國作曲家和招魂師。[69]
- 汤米·弗拉纳根（Tommy Flanagan），71歲，美國爵士鋼琴家，腦動脈瘤。[70]
- Montague Jayawickrama，90歲，斯裡蘭卡政治家。
- 克利福德·鐘斯（Clifford A. Jones），89歲，美國政治家。
- Red Steiner，86歲，美國棒球運動員。[71]

### 17日
- 徐賢修(潔人)(S.S. Shu)，90歲，中華民國數學家、教育家、中央研究院第13屆(數理科學組)院士、前國立清華大學（新竹市）校長、前行政院國家科學委員會主任委員。[1]
- 歐文·克蘭（Irving Crane），88歲，美國檯球運動員。[72]
- 約翰·道森（John M. Dawson），71歲，美國計算物理學家。[73]
- 傑里·傑羅姆（Jerry Jerome），89歲，美國爵士樂和大樂隊男高音薩克斯管演奏家（Glenn Miller，Red Norvo，Benny Goodman，Artie Shaw）。[74]
- 邁克爾·卡羅利（Michael Karoli），53歲，德國吉他手，歌手，小提琴家和大提琴家（Can），癌症。[75]
- 倫登·史密斯（Lendon Smith），80歲，美國兒科醫生、作家和電視名人。
- Billy Vessels，70歲，美式足球運動員。[76]
- 哈裡森·威廉姆斯（Harrison A. Williams），81歲，美國政治家。[77]

### 18日
- 梅爾·多伊奇，86歲，美國棒球運動員。[78]
- Roar Hauglid，90歲，挪威藝術史學家、古董學家和公關人員。
- 瑪律科姆·麥克菲（Malcolm McFee），52歲，英國演員，癌症。
- 埃拉·佩羅奇（Ela Peroci），79歲，斯洛維尼亞童書作家。
- 雷納托·里蓋托（Renato Righetto），80歲，巴西奧運會籃球裁判，阿爾茨海默病。[79]
- 哈麗埃特·塔勒（Harriette Tarler），81歲，美國電影女演員。

### 19日
- 巴格達薩·阿祖曼尼安（Baghdasar Arzoumanian），85歲，亞美尼亞建築師和設計師。
- 羅蘭·比蒙特（Roland Beamont），81歲，英國皇家空軍戰鬥機飛行員。
- Marylise Ben-Haim，73歲，阿爾及利亞活動家、小說家、詩人和畫家。[80]
- Marcelle Ferron，77歲，加拿大魁北克藝術家，Les Automatistes成員。[81]
- Bagrat Ulubabyan，75歲，亞美尼亞作家和歷史學家。
- 在Pul-i-Estikam橋伏擊中喪生的記者[82][83]
  - 哈裡·伯頓（Harry Burton），33歲，澳大利亞記者和攝影師。
  - 瑪麗亞·格拉齊亞·庫圖利（Maria Grazia Cutuli），39歲，義大利記者。
  - 胡裡奧·富恩特斯（Julio Fuentes），46歲，西班牙戰地記者。
  - 阿齊茲·烏拉·海達里（Aziz Ullah Haidari），33歲，巴基斯坦記者和攝影記者。

### 20日
- 詹姆斯·布羅德（James Broad），43歲，美國重量級拳擊手。
- 卡西·曼蘭（Kassi Manlan），53歲，象牙海岸世界衛生組織援助工作者，被謀殺。[84]
- 皮埃爾·梅拉蘇（Pierre Meillassoux），73歲，法國建築師。[85]
- 倫納德·默里（Leonard Murray），88歲，美國鐵路高管。[86]
- 博爾科·特梅爾科夫斯基，81歲，馬其頓政治家和共產黨領導人。

### 21日
- 拉爾夫·伯恩斯（Ralph Burns），79歲，美國爵士鋼琴家，作曲家和編曲家，中風和肺炎的併發症。[87]
- 賽杜·凱塔（Seydou Keïta），馬里攝影師。
- 加德納·麥凱（Gardner McKay），69歲，美國演員（《天堂歷險記》），藝術家和作家，前列腺癌。[88]
- 弗拉基米爾·帕塞奇尼克（Vladimir Pasechnik），64歲，蘇聯生物武器專家和叛逃者，中風。[89]
- 西摩·雷特（Seymour Reit），83歲，美國兒童作家。[90]
- 蘇丹沙拉胡丁·阿都阿茲沙，77歲，馬來西亞國王（馬來西亞第11任首相和雪蘭莪州第8任蘇丹）。[91]

### 22日
- 玫琳凱·艾施（Mary Kay Ash），83歲，美國女商人，玫琳凱化妝品公司（Mary Kay Cosmetics）創始人。[92]
- 西奧·巴克（Theo Barker），78歲，英國社會和經濟歷史學家。[93]
- 諾曼·格蘭茲（Norman Granz），83歲，美國爵士音樂總監和唱片製作人。[94]
- 羅納德·卡斯伯特·海（Ronald Cuthbert Hay），85歲，英國皇家海軍陸戰隊戰鬥機王牌。
- George S. N. Luckyj，82歲，烏克蘭作家和歷史學家。[95]
- 路易士·桑塔洛（Luis Santaló），90歲，西班牙數學家。[96]

### 23日
- 文德拉米諾·巴里維埃拉（Vendramino Bariviera），64歲，義大利賽車手。
- Bo Belinsky，64歲，美國棒球運動員，心臟病發作。[97]
- 井上清，87歲，日本歷史學家、作家和學者。
- 克里希納南達，79歲，印度印度教哲學家和神學家。[98]
- 大衛·查理斯·麥克林托克，88歲，英國植物學家、園藝家和作家。[99]
- 梅德哈特·優素福·穆罕默德（Medhat Youssef Mohamed），74歲，埃及籃球運動員。
- 基里爾·謝莫夫（Kiril Semov），71歲，保加利亞籃球運動員。[100]
- O.C.史密斯，69歲，美國歌手（“小青蘋果”）。[101]
- 格哈德·斯托爾滕貝格（Gerhard Stoltenberg），73歲，德國政治家和部長。[102]
- 瑪麗·懷特豪斯（Mary Whitehouse），91歲，英國反對寬容的活動家。[103]

### 24日
- 湯米·加拉赫（Tommy Gallacher），79歲，蘇格蘭足球運動員。
- 雷切爾·格尼（Rachel Gurney），81歲，英國女演員（樓上樓下）。[104]
- 漢諾威的索菲公主，87歲，歐洲皇室成員，菲力浦親王的妹妹。
- 羅伯特·赫爾普斯（Robert Helps），73歲，美國音樂會鋼琴家和作曲家，癌症。[105]
- 雅各·蘭道（Jacob Landau），83歲，美國藝術家。[106]
- 唐纳德·麦克弗森（Donald McPherson），56歲，加拿大奧運花樣滑冰運動員，糖尿病併發症。[107]
- 弗朗西斯·丹尼爾斯·摩爾（Francis Daniels Moore），88歲，美國外科醫生。[108]
- 梅蘭妮·桑頓（Melanie Thornton），34歲，美國歌手，飛機失事。
- 威廉·伍德菲爾德（William Woodfield），73歲，美國攝影師，電視編劇和製片人，心力衰竭。[109]

### 25日
- 梁緻盈，前香港無線電視配音員。
- 艾倫·佈雷（Alan Bray），53歲，英國歷史學家和同性戀權利活動家，愛滋病相關併發症。[110]
- 哈裡·德夫林（Harry Devlin），83歲，美國藝術家，畫家和雜誌漫畫家（Collier's）。[111]
- 大衛·加斯科因（David Gascoyne），85歲，英國詩人（超現實主義運動）。[112]
- 道格拉斯·莫頓（Douglas Morton），85歲，加拿大士兵、政治家和法官。
- 瑪格麗特·伯德·羅森（Margaret Byrd Rawson），102歲，美國教育家、研究員和作家。
- 約翰尼·邁克爾·斯潘（Johnny Micheal Spann），32歲，美國中央情報局行動官員，在行動中喪生。[113]
- Erna Steuri，84歲，瑞士奧運高山滑雪運動員。[114]

### 26日
- Sam Claphan，45歲，美國橄欖球運動員，心臟病發作。[115]
- 馬蒂亞斯·克萊門斯（Mathias Clemens），86歲，盧森堡公路自行車賽車手。
- 雷吉娜·希爾德布蘭特（Regine Hildebrandt），60歲，德國生物學家和政治家（德國社會民主黨），乳腺癌。[116]
- 拉霍斯·卡達（Lajos Kada），77歲，羅馬天主教會匈牙利主教。
- 喬·莫迪斯（Joe Modise），72歲，南非政治活動家，癌症。[117]
- 埃德爾·蘭德姆（Edel Randem），91歲，挪威奧運花樣滑冰運動員。[118]
- Ulf Strömberg，瑞典攝影師，步槍射擊。
- 尼尔斯-阿斯拉克·瓦尔凯亚帕，58歲，芬蘭-薩米作家、音樂家和藝術家。[119]
- Grete von Zieritz，102歲，奧地利-德國作曲家和鋼琴家。[120]

### 27日
- 雷·弗蘭科夫斯基（Ray Frankowski），82歲，美國橄欖球運動員（綠灣包裝工隊，洛杉磯唐斯隊）。[121]
- 戈登·弗裡斯（Gordon Freeth），87歲，澳大利亞政治家（眾議院）和外交官（日本，英國）。[122]
- 保羅·休謨，85歲，美國音樂評論家和作家。[123]
- 哈裡·斯滕伯格（Harry Sternberg），97歲，美國畫家和版畫家。[124]
- Joe Hin Tjio，82歲，美國細胞遺傳學家。[125]
- 簡·威爾士（Jane Welsh），96歲，英國女演員。[126]

### 28日
- 路易士·費舍爾（Louis Fisher），88歲，美國政治家（美國社會主義工黨）。[127]
- Gunnar Hellström，72歲，瑞典演員兼導演。
- 格列布·洛齊諾-洛津斯基（Gleb Lozino-Lozinskiy），91歲，蘇聯和烏克蘭航空航天工程師。
- 諾曼·拉姆斯登（Norman Lumsden），95歲，英國歌劇歌手和演員，帶狀皰疹感染。
- Kal Mann，84歲，美國作詞家（《泰迪熊》、《蝴蝶》、《讓我們再扭一次》）。[128]
- 威廉·里德（William Reid），79歲，二戰期間的蘇格蘭轟炸機飛行員和戰爭英雄（維多利亞十字勳章）。[129]
- 伊戈爾·斯特金（Igor Stechkin），79歲，俄羅斯小型武器設計師。

### 29日
- 全漢昇，90歲，經濟學家，新亞書院校長，中華民國中央研究院第15屆(人文及社會科學組)院士。[1]
- 维克托·阿斯塔菲耶夫（Viktor Astafyev），77歲，蘇聯和俄羅斯作家。[130]
- 乌斯曼·阿旺（Usman Awang），72歲，馬來西亞詩人、劇作家和小說家，心臟病發作。
- 巴德·博蒂徹（Budd Boetticher），85歲，美國電影導演（由倫道夫·斯科特主演的七部西部片）。[131]
- 埃爾塔·卡特賴特，93歲，美國奧運短跑運動員。[132]
- Mic Christopher，32歲，愛爾蘭創作歌手，意外摔倒。[133]
- 卡羅爾·古德納（Carol Goodner），97歲，美國女演員。[134]
- 乔治·哈里森（George Harrison），58歲，英國創作歌手和音樂家（披頭士樂隊），肺癌。[135]
- 約翰·諾爾斯（John Knowles），75歲，美國作家，《單獨的和平》。[136]
- 馬塞利諾·洛佩斯（Marcelino López），58歲，古巴裔美國棒球運動員。[137]
- 約翰·米徹姆（John Mitchum），82歲，美國角色演員（《骯髒的哈利》系列，Telefon，F Troop），中風。[138]
- 赫爾維奧·索托·索托（Helvio Soto Soto），71歲，智利電影製片人。[139]
- 欧文·泰勒，71歲，奧地利奧運雪橇運動員（四人雪橇銀牌：1964年冬奧會，1968年冬奧會）。[140]

### 30日
- 馬場菊太郎，96歲，日本乳腺病學家。
- Annibale Brasola，76歲，義大利賽車手。[141]
- 弗朗西斯科·卡爾維特，80歲，西班牙足球運動員。
- 勞倫斯·考夫林（Lawrence Coughlin），72歲，美國律師和政治家（美國賓夕法尼亞州第13國會選區眾議員，1969-1993年），癌症。[142]
- 塞爾吉奧·費里亞尼（Sergio Ferriani），76歲，義大利籃球運動員。[143]
- 恩斯特·赫夫施密德（Ernst Hufschmid），88歲，瑞士足球運動員。[144]
- 阿德瑪律·米蘭達·儒尼奧爾，60歲，巴西足球運動員。
- 鮑裡斯·庫茲明（Boris Kuzmin），60歲，蘇聯賽艇運動員。[145]
- František Majdloch，72歲，捷克斯洛伐克拳擊手。[146]
- 沃爾特·齊林斯基（Walt Zirinsky），81歲，美式足球運動員。[147]